# پتاسی برگی
پتاسی برگی (نام علمی: Kalidium foliatumm) نام یکی از گونه‌های سردهٔ پتاسی است.